# Valentin Madouas
Valentin Madouas (* 12. července 1996) je francouzský profesionální silniční cyklista jezdící za UCI WorldTeam Groupama–FDJ.

## Kariéra
V mládí se Madouas věnoval triatlonu a judu, později však dal přednost cyklistice, které se věnoval jeho otec. Ze začátku se však věnoval převážně dráhové cyklistice a v roce 2012 se stal dvojnásobným mistrem Francie v kategorii kadetů. Madouas se stal profesionálem s UCI WorldTeamem FDJ v roce 2018.
Na závodu Kolem Flander získal Madouas své první pódium na monumentu v kariéře. Jako jediný se byl schopen udržet s Tadejem Pogačarem a Mathieu van der Poelem na Koppenbergu, ale později byl odpárán na Oude Kwaremontu. Propadl se za Dylanem van Baarlem, s nímž začal přední skupinu stíhat. Duo na čele závodu dojeli v posledních stovkách metrů a Madouas si dosprintoval pro třetí příčku.

## Osobní život
Jeho otec Laurent Madouas byl také profesionálním cyklistou mezi lety 1989 a 2001. Vystudoval obor elektroniky na univerzitě v rodném Brestu.

## Hlavní výsledky
2014
GP Général Patton
2. místo celkově
vítěz 1. etapy
Ronde des Vallées
3. místo celkově
vítěz 2. etapy (ITT)
4. místo Paříž–Roubaix Juniors
2016
Národní šampionát
 vítěz silničního závodu amatérů
Kreiz Breizh Elites
vítěz 2. etapy
ZLM Tour
7. místo celkově
2017
Ronde de l'Isard
8. místo celkově
2018
vítěz Paříž–Bourges
2. místo Paříž–Camembert
Tour du Haut Var
4. místo celkově
5. místo Paříž–Tours
6. místo Grand Prix d'Isbergues
Čtyři dny v Dunkerku
7. místo celkově
7. místo Grand Prix La Marseillaise
Route d'Occitanie
8. místo celkově
 vítěz soutěže mladých jezdců
8. místo Bretagne Classic
2019
2. místo Classic Sud-Ardèche
2. místo La Drôme Classic
Národní šampionát
5. místo silniční závod
Étoile de Bessèges
8. místo celkově
 vítěz soutěže mladých jezdců
8. místo Amstel Gold Race
2020
2. místo Grand Prix La Marseillaise
4. místo Paříž–Tours
10. místo Mont Ventoux Dénivelé Challenge
2021
vítěz Polynormande
2. místo Boucles de l'Aulne
2. místo Classic Loire Atlantique
3. místo Tour du Jura
5. místo Tour du Doubs
Tour des Alpes-Maritimes et du Var
7. místo celkově
8. místo Bretagne Classic
2022
vítěz Tour du Doubs
Paříž–Nice
 vítěz vrchařské soutěže
Tour de Luxembourg
3. místo celkově
vítěz etap 1 a 5
3. místo Kolem Flander
Tour du Limousin
4. místo celkově
 vítěz vrchařské soutěže
Tour des Alpes-Maritimes et du Var
4. místo celkově
7. místo E3 Saxo Bank Classic
Tour de France
10. místo celkově
2023
Národní šampionát
 vítěz silničního závodu
vítěz Bretagne Classic
2. místo Strade Bianche
4. místo Grand Prix Cycliste de Montréal
4. místo Vuelta a Murcia
4. místo Paříž–Camembert
5. místo Lutych–Bastogne–Lutych
8. místo E3 Saxo Classic
2024
5. místo Vuelta a Murcia
6. místo Amstel Gold Race
7. místo Lutych–Bastogne–Lutych
Olympijské hry
 2. místo silniční závod

### Výsledky na Grand Tours
| Grand Tour      | 2019 | 2020 | 2021 | 2022 | 2023 | 2024 |
| --------------- | ---- | ---- | ---- | ---- | ---- | ---- |
| Giro d'Italia   | 13   | —    | —    | —    | —    | —    |
| Tour de France  | —    | 27   | 42   | 10   | 20   | 25   |
| Vuelta a España | —    | —    | —    | —    | —    |      |

### Výsledky na klasikách
| Monument                        | 2018 | 2019 | 2020      | 2021      | 2022 | 2023 | 2024 |
| ------------------------------- | ---- | ---- | --------- | --------- | ---- | ---- | ---- |
| Milán – San Remo                | —    | —    | —         | —         | —    | —    | —    |
| Kolem Flander                   | —    | —    | 14        | 39        | 3    | DNF  | 16   |
| Paříž–Roubaix                   | —    | —    | NS        | —         | 34   | —    | —    |
| Lutych–Bastogne–Lutych          | 129  | 31   | 25        | 83        | 34   | 5    | 7    |
| Giro di Lombardia               | —    | 97   | —         | —         | —    | 27   |      |
| Klasika                         | 2018 | 2019 | 2020      | 2021      | 2022 | 2023 | 2024 |
| Strade Bianche                  | 20   | —    | —         | 21        | —    | 2    | 15   |
| E3 Saxo Bank Classic            | —    | —    | NS        | —         | 7    | 8    | 43   |
| Brabantský šíp                  | —    | —    | —         | 14        | —    | —    | —    |
| Amstel Gold Race                | 64   | 8    | NS        | 27        | 14   | 11   | 6    |
| Valonský šíp                    | DNF  | 40   | 11        | 86        | —    | 24   | 15   |
| Bretagne Classic                | 8    | 24   | —         | 8         | 15   | 1    |      |
| Grand Prix Cycliste de Québec   | 49   | 24   | Nejelo se | Nejelo se | —    | 32   |      |
| Grand Prix Cycliste de Montréal | 12   | 48   | Nejelo se | Nejelo se | —    | 4    |      |
| Paříž–Tours                     | 5    | —    | 4         | 22        | —    | —    |      |

| —   | Nezúčastnil se |
| DNF | Nedokončil     |
| NS  | Nejelo se      |